# Nénétsie
La Nénétsie ou district autonome de Nénétsie (en russe : Ненецкий автономный округ, Nenetski avtonomny okroug ; en nénètse : Ненёцие автономной ӈокрук) est un district autonome de l'oblast d'Arkhangelsk, en Russie.

## Géographie
La Nénétsie occupe l'extrémité nord-est du continent européen. Sa superficie est de 176 810 km2 et son territoire est en grande partie situé au-delà du cercle polaire ; il englobe les îles Vaïgatch et 
Kolgouïev ainsi que la péninsule de Kanine. Le territoire est baigné par la mer Blanche, la mer de Barents et la mer de Kara.
La plus grande partie du territoire est constituée de terrains plats. Le principal cours d'eau est la Petchora, mais il existe un réseau dense de petites rivières et de petits lacs.
Les terres cultivées (terres arables, pâturages) occupent 25 900 hectares, soit moins de 0,15 % de la superficie totale de la Nénétsie. Les forêts recouvrent 847 800 ha (4,8 %), les marécages 1 089 300 ha (6,2 %) et les eaux intérieures occupent 1 000 400 ha (5,66 %).

### Climat
Le climat est arctique.
La pluviosité annuelle est environ 350 mm (280–420 mm).
Les statistiques à NarIan-Mar sont les suivantes
| Mois                               | janv. | fév.  | mars  | avril | mai  | juin  | juil. | août  | sept. | oct. | nov.  | déc.  |
| ---------------------------------- | ----- | ----- | ----- | ----- | ---- | ----- | ----- | ----- | ----- | ---- | ----- | ----- |
| Température nocturne minimale [°C] | -23,9 | -21,7 | -16,6 | -12,4 | -3,8 | +3,6  | +9,0  | +6,9  | +2,8  | -4,8 | -13,5 | -18,5 |
| Température diurne maximale [°C]   | -14,3 | -13,1 | -7,3  | -2,8  | +3,5 | +12,6 | +18,6 | +14,7 | +9,1  | +0,5 | -6,3  | -10,3 |
| Pluviosité [mm]                    | 25    | 21    | 22    | 23    | 30   | 39    | 49    | 69    | 50    | 45   | 38    | 31    |

## Population et société

### Démographie
| 2002   | 2016   | - | - | - |
| ------ | ------ | - | - | - |
| 41 546 | 43 838 | - | - | - |

En 2002, on avait :
- urbains : 26 424 (63,6 %)
- ruraux : 15 304 (36,8 %)

- hommes : 20 547 (49,5 %)
- femmes : 20 999 (50,5 %)

| Année | Fécondité | Fécondité urbaine | Fécondité rurale |
| ----- | --------- | ----------------- | ---------------- |
| 1990  |           |                   |                  |
| 1991  |           |                   |                  |
| 1992  |           |                   |                  |
| 1993  | 1,78      | 1,39              | 2,52             |
| 1994  | 2,02      | 1,74              | 2,55             |
| 1995  | 1,95      | 1,57              | 2,69             |
| 1996  | 1,76      | 1,29              | 2,71             |
| 1997  | 1,77      | 1,38              | 2,57             |
| 1998  | 1,87      | 1,50              | 2,63             |
| 1999  | 1,69      | 1,25              | 2,56             |
| 2000  | 1,77      | 1,40              | 2,59             |
| 2001  | 1,94      | 1,64              | 2,60             |
| 2002  | 1,98      | 1,59              | 2,94             |
| 2003  | 2,11      | 1,76              | 2,94             |
| 2004  | 1,81      | 1,55              | 2,45             |
| 2005  | 1,81      | 1,44              | 2,66             |
| 2006  | 1,71      | 1,34              | 2,62             |
| 2007  | 1,88      | 1,56              | 2,63             |
| 2008  | 2,02      | 1,65              | 2,92             |
| 2009  | 2,05      | 1,70              | 2,95             |
| 2010  | 2,11      | 1,69              | 3,25             |
| 2011  | 2,01      | 1,61              | 3,31             |
| 2012  | 2,35      | 1,74              | 4,71             |
| 2013  | 2,31      | 1,84              | 4,68             |
| 2014  | 2,42      | 1,83              | 6,09             |
| 2015  | 2,58      | 2,06              | 5,80             |
| 2016  | 2,77      | 2,24              | 6,12             |
| 2017  | 2,35      | 1,93              | 5,08             |

### Nationalités
|            | 1939            | 1959            | 1970            | 1979            | 1989            | 2002            |
| ---------- | --------------- | --------------- | --------------- | --------------- | --------------- | --------------- |
| Nenets     | 5 602 (11,8 %)  | 4 957 (10,9 %)  | 5 851 (15,0 %)  | 6 031 (12,8 %)  | 6 423 (11,9 %)  | 7 754 (18,7 %)  |
| Komis      | 6 003 (12,6 %)  | 5 012 (11,0 %)  | 5 359 (13,7 %)  | 5 160 (10,9 %)  | 5 124 (9,5 %)   | 4 510 (10,9 %)  |
| Russes     | 32 146 (67,5 %) | 31 312 (68,8 %) | 25 225 (64,5 %) | 31 067 (65,8 %) | 35 489 (65,8 %) | 25 942 (62,4 %) |
| Ukrainiens | 1 402 (2,9 %)   | 2 068 (4,5 %)   | 1 224 (3,1 %)   | 2 596 (5,5 %)   | 3 728 (6,9 %)   | 1 312 (3,2 %)   |
| Autres     | 2 644           | 2 185           | 1 460           | 2 364           | 3 148           | 2 028           |
| Total      | 47 797          | 45 534          | 39 139          | 47 218          | 53 912          | 41 546          |

## Division administrative

### Selsovets
La Nénétsie est constituée des selsovets suivants :
- Andegski (Андегский)
- Kaninski (Канинский)
- Karski (Карский)
- Khoreï-Verski (Хорей-Верский)
- Khosseda-Khardski (Хоседа-Хардский)
- Kolgouïevski (Колгуевский)
- Kotkinski (Коткинский)
- Malozemelski (Малоземельский)
- Omski (Омский)
- Pechski (Пешский)
- Primorsko-Kouïski (Приморско-Куйский)
- Poustozerski (Пустозерский)
- Choïnski (Шоинский)
- Telvisotchny (Тельвисочный)
- Timanski (Тиманский)
- Velikovissotchny (Великовисочный)
- Ioucharski (Юшарский)